# Alfredo Maneiro
Alfredo Maneiro González (Caracas, 30 de enero de 1937-Caracas, 24 de octubre de 1982) fue un político venezolano y fundador del partido La Causa Radical. Ejerció como guerrillero comunista en los años 1960. Participó de la división del PCV en 1971, participó del Congreso fundacional del Movimiento al Socialismo (MAS) y luego fundó la Causa R.

## Biografía

### Formación política e ideológica

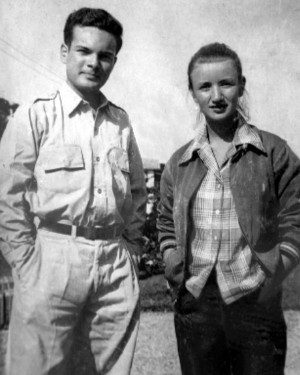
Alfredo Maneiro y Anna Brumlik cuando eran estudiantes del Liceo Andrés Bello de Caracas durante la década de 1950

Nació en Caracas el 30 de enero de 1937. Es descendiente de los próceres independentistas Manuel y José Joaquín Maneiro. Su compañera de vida fue Anna Brumlik con quien tuvo tres hijos: Manuel, Ana y Mariana.
Desde muy joven ingresó en la Juventud Comunista, incorporándose a la lucha contra el régimen militar de Marcos Pérez Jiménez. Fue dirigente estudiantil de los liceos Andrés Bello y Aplicación, de Caracas, durante los años 1951-1954.
En 1955 empezó sus estudios superiores de derecho en la Universidad del Zulia, dejándolos inconclusos. En ese período forma parte del frente juvenil de la Junta Patriótica, la cual dirigió el derrocamiento del dictador Marcos Pérez Jiménez en 1959 con la insurrección del 23 de enero de 1958.
Después del derrocamiento de Pérez Jiménez, regresó a Caracas para continuar con el activismo político. A la edad de 21 años, es elegido diputado suplente al Congreso Nacional por el estado Zulia. Fue opositor al nuevo presidente Rómulo Betancourt y su política anticomunista, lo que motivó a Maneiro a iniciar la lucha armada, logrando ascender hasta el comité central del Partido Comunista de Venezuela (PCV) en 1961.

### Guerrilla y política
Lideró a grupos estudiantiles comunistas en los primeros años de 1960 con el fin de derrocar al presidente Rómulo Betancourt y su sucesor Raúl Leoni, estando implicado en actividades subversivas como el asalto al automóvil del embajador de Estados Unidos en Venezuela Teodoro Moscoso, y el secuestro con fines propagandísticos del agregado militar estadounidense Michael Smolen. En La Azulita, estado Mérida, intentó sin éxito reclutar cuadros guerrilleros entre los campesinos del lugar.
En 1964 creó el Frente Guerrillero Manuel Ponte Rodríguez (en honor a quien fue jefe militar del alzamiento de la base naval en Puerto Cabello) en el oriente del país y asumió la jefatura del mismo con el nombre de «comandante Tomás». La acción guerrillera se mantuvo por parte del Partido Comunista hasta mediados de 1966, el cual decidió abandonar la lucha armada. Luego vendrían años de disputa ideológica iniciando una fragmentación del movimiento izquierdista venezolano. Maneiro participó entonces activamente como uno de los disidente del PCV, que culminó con la división del partido en 1971, pero a diferencia de la mayoría de los sectores revisionista no se incorporó a la dirección del Movimiento al Socialismo (MAS).
En 1967 Maneiro es detenido y encarcelado en el Cuartel San Carlos de Caracas, hasta el año 1969, cuando es liberado por amnistía.
Junto con otros miembros del comité central del PCV, desarrolla una intensa actividad cuestionadora en lo político e ideológico de ese partido, que culmina con su división en el año 71 en el primer congreso del Movimiento al Socialismo. Pero el deslinde, inicialmente cualitativo, es adulterado. Alfredo Maneiro renuncia en ese mismo primer congreso a su nominación para el comité central, convencido de que la dirección del MAS degeneraría en lo político y lo moral en un período relativamente corto. Inmediatamente se avoca a la construcción de La Causa R.
Alfredo Maneiro es considerado el mentor ideológico de Patria Para Todos (PPT), partido político de izquierda heterodoxa que se fundamenta en la filosofía de la praxis revolucionaria «eficacia política y calidad revolucionaria», aportada por el mismo Alfredo Maneiro.

### Academia y sindicalismo
En 1972 inició en la Universidad Central de Venezuela (UCV), estudios de Filosofía, obteniendo la licenciatura en 1977, distinguido con el magna cum laude. Posteriormente ingresa como profesor de la Escuela Comunicación Social de la UCV. Decidido en participar en el movimiento sindical fundó el partido obrerista La Causa Radical, con el cual logró permear el movimiento sindical en las industrias siderúrgicas de la región de Guayana. En 1982 propuso a su partido el apoyo a la candidatura presidencial de Jorge Olavarría, hecho que no logró concretarse.

### Muerte
Alfredo Maneiro murió prematuramente de un ataque del corazón en el Hospital Clínico Universitario de Caracas el 24 de octubre de 1982.

## Ideas políticas

### Contra el paternalismo estatal
Maneiro hablaba de la «democracia radical» como una forma de profundizar la participación de la sociedad más allá de la democracia representativa. Apostó por los movimientos de base para mantener una continua lucha social activa, criticando así políticas como el salario mínimo y programas sociales basados en el rentismo petrolero que según su criterio asfixiaban la verdadera lucha social y servían como forma de control social.

### Contra la burocratización partidista
Por otra parte, su idea de «calidad revolucionaria» no se limitaba a la toma de poder sino que incluso desde antes de esta se debía empezar la transformación de la sociedad, a la vez que advertía el riesgo de que por solo enfocarse en la toma del Estado al final los partidos reproducían internamente la estructura del sistema.
Cuestionó el burocratismo de los partidos y defendió un partido-movimiento abierto que se retroalimentara con la lucha social de los diversos sectores de la sociedad. Su idea era establecer una relación directa con la gente, y a través de esta práctica y experiencia se continuaba la construcción ideológica. Aunque ciertamente Maneiro defendía la idea de la vanguardia política, la entendía como un proceso de interacción entre el liderazgo y el movimiento que entendiera el partido no como el comienzo del movimiento revolucionario sino como el resultado y que permitiera el constante surgimiento de nuevos liderazgos ajustados a su realidad específica.
Para Maneiro no se trata de infiltrarse en algún movimiento sino «facilitar la búsqueda y el encuentro con ese liderazgo, que seguramente se había producido durante el conflicto».

### Solución más allá de la izquierda
A su vez Maneiro no prioriza la unidad de la izquierda que para él está pensada simplemente para conseguir más cargos, sino que incluso concluye que «más allá de la izquierda está la solución», fuera de las polarizaciones.

### «Las cuatro patas de la mesa»
Maneiro hablaba del concepto metafórico de «las cuatro patas de la mesa» que representaban a sectores esenciales de la sociedad venezolana que para él podían proyectar una transformación hacia una Venezuela distinta. Estas «patas» son la estudiantil, la comunitaria, la sindical combativa y la cultural.
Esta «mesa» denotaba «una forma de querer pensar a Venezuela desde Venezuela misma, a través de los mismos actores, relacionándose con ellos», en lugar de esperar el «apadrinamiento» de modelos externos.

## Obras

### Propias
- Notas sobre organización y política (1971).
- Para esta situación.
- Notas negativas.

### Póstumas
- Maquiavelo: política y filosofía.
- Notas políticas (1986), compilación de escritos, artículos de opinión y entrevistas de Alfredo Maneiro, editado por Farruco Sexto y David Paravisini.
- Escritos de filosofía y política (1997), compilación de escritos, artículos de opinión y entrevistas de Alfredo Maneiro, editado por Pedro Duno. Reeditada por el Ministerio del Poder Popular para la Energía Eléctrica de Venezuela en 2012.[11]
- Ideas políticas para el debate actual (2008), selección de Marta Harnecker.